# Hayata Yamamoto
Hayata Yamamoto (japanisch 山本 隼大 Yamamoto Hayata; * 12. Februar 2003 in der Präfektur Aichi) ist ein japanischer Fußballspieler.

## Karriere
Hayata Yamamoto erlernte das Fußballspielen in der Schulmannschaft der Nagoya High School sowie in der Universitätsmannschaft der Senshū-Universität. Die Saison 2024 wurde er von der Universität an den Zweitligisten Mito Hollyhock ausgeliehen. Sein Zweitligadebüt für den Verein aus Mito gab Yamamoto am 18. Mai 2024 (16. Spieltag) im Heimspiel gegen Ōita Trinita. Bei dem 1:1-Unentschieden wurde er in der 85 Minute für Haruki Arai eingewechselt. 2024 bestritt er 15 Zweitligaspiele. Nach der Ausleihe wurde er im Februar 2025 fest von Mito unter Vertrag genommen.